# Zdzisław Rapacki
Zdzisław Józef Rapacki (ur. 27 sierpnia 1948 w Ostródzie) – polski ekonomista i dyplomata; Stały Przedstawiciel RP przy Biurze ONZ w Genewie (2004–2010).

## Życiorys
Ukończył studia na Wydziale Handlu Zagranicznego Szkoły Głównej Planowania i Statystyki, gdzie w 1978 uzyskał stopień doktora nauk ekonomicznych z zakresu finansów międzynarodowych. 
W 1972 rozpoczął pracę w Ministerstwie Spraw Zagranicznych, gdzie był m.in. dyrektorem departamentu oraz dyrektorem gabinetu ministra Krzysztofa Skubiszewskiego. Przebywał na placówkach w Tokio, Madrycie (gdzie był m.in.Stałym Przedstawicielem Polski przy Światowej Organizacji Turystyki), w Londynie. Uczestniczył w wielu sesjach Zgromadzenia Ogólnego Narodów Zjednoczonych, posiedzeniach KBWE (OBWE). W latach 90. przez pewien czas związany z sektorem bankowym. W 1996 rozpoczął pracę w Kancelarii Prezydenta RP jako dyrektor Biura do Spraw Międzynarodowych. Przygotowywał udział prezydenta w konferencjach wielostronnych, w sesjach ONZ, a także na szczycie światowym w Johannesburgu w 2002. Stanowisko opuścił w 2004, by zostać ambasadorem RP przy Biurze Narodów Zjednoczonych w Genewie. Był nim do 31 sierpnia 2010. Wykładowca uczelni wyższych, m.in. Szkoły Głównej Handlowej, Akademii Finansów i Biznesu Vistula, Olsztyńskiej Szkoły Wyższej. 
Prezes Stowarzyszenia na Rzecz Internacjonalizacji Polskich Uczelni. Jest autorem publikacji na temat gospodarki światowej i finansów międzynarodowych. Zna angielski, hiszpański i rosyjski.

## Odznaczenia
- Komandoria Legii Honorowej, Francja[10]
- Krzyż Wielki Orderu Zasługi Republiki, Chile[10]
- Medal Orderu Krzyża Pogoni, Litwa, 1997[11]
- Krzyż Oficerski Orderu Wielkiego Księcia Giedymina, Litwa, 1997[11]
- Krzyż Komandorski Orderu „Za Zasługi dla Litwy”, Litwa, 2003[11]
- Komandoria Orderu Wschodzącego Słońca, Japonia[10]
- Krzyż Komandorski z Gwiazdą Orderu Zasługi, Norwegia, 1996[12]
- W 2002 został odznaczony estońskim Orderem Gwiazdy Białej II klasy[13].